# Manjǒk
Manjǒk ou Manjeok (hangeul : 만적 ; hanja : 萬積 ; RR : Manjeok) est un esclave coréen de la période Koryŏ, né à une date inconnue et mort en 1198. Sa condition d'esclave est durcie lors du coup d'état qui porte Ch'oe Ch'ung-hǒn au pouvoir, alors que sous le roi Myŏngjong les esclaves bénéficiaient de certaines possibilités d'accès à des postes au sein de l'Etat. Manjǒk conspire avec d'autres esclaves pour assassiner Ch'oe Ch'ung-hǒn dans la capitale Kaesŏng en 1198, mais le plan est éventé par un autre esclave, et Manjǒk est mis à mort.